# Mandal
 Denne artikel omhandler Mandal i Norge. Opslagsordet har også en anden betydning, se Tehsil.
Mandal er en by og tidligere kystkommune i det tidligere Vest-Agder, nu Agder fylke i Norge. Den blev, sammen med Marnardal, en del af Lindesnes kommune 1. januar 2020, i forbindelse med Kommunereformen i Norge.Den tidligere kommune grænsede i vest og nordvest til Lindesnes, i nord til Marnardal og i øst til Søgne. Kommunen har ca. 14.000 indbyggere og var den næststørste i Vest-Agder.
Mandal fik som ladested eget formandskab og kommunalt selvstyre i 1837. Kommunen fik bystatus i 1921. I 1964 blev kommunen slået sammen med Halse og Harkmark og Holum kommuner til Mandal kommune, som den er i dag.
Kommunen har mange strande; selvom Sjøsanden er den mest kendte, findes der flere andre, sådan at man kan vælge strand efter vindforhold. Skærgården omkring Mandal er velegnet for bådturister. Specielt er området omkring Nordfjorden med mange øer, holme og skær. Kommunen har også en marina i elven, midt i byen.
Mandalselven, som er en lakseelv, deler byen i to, før den løber ud i havet. Tre laks er valgt som motiv i byvåbnet.
Centrum har mange hvidmalede sørlandshuse og en lang promenade langs elven. I centrum ligger en gågade.
Mandal kirke fra 1810 er Norges største trækirke. Den er bygget i empirestil.
Det nye kulturhus i byen, Buen kulturhus (åbnet 2012) tjener mange kulturelle formål som et bibliotek, biograf, koncertsal, teater og kunstgalleri. Huset er tegnet af det danske arkitekt firma 3XN.
Mandal har fra begyndelsen af 1950'erne været et centrum for udvikling og bygning af hurtigbåde i Norge. Det var Toralf Westermoen, som startede dette arbejde. Siden er der løbende bygget og udviklet nye hurtigbådskoncepter i byen. For tiden er Søforsvarets nye missiltorpedobåde af «Skjold»-klassen under bygning i Mandal.
Norges sydligste punkt, et lille skær, Pysen ligger ved 57°57′30.6″N 7°33′52″Ø / 57.958500°N 7.56444°Ø i Mandal kommune sydøst for byen.

## Bygninger i Mandal
- Buen kulturhus
- Hatholmen fyr
- Ryvingen fyr

## Festivaler
- Skaldyrfestivalen anden weekend i august hvert år
- Mandal Jazzfestival